# Learning Snacks
Learning Snacks ist eine kostenlose und werbefreie Lernplattform, die von der gleichnamigen Firma betrieben wird. Die Plattform wurde im Mai 2015 in Deutschland gestartet und bietet Wissensvermittlung in Form von kurzen, chatartigen Lerneinheiten. Learning Snacks ist eine DSGVO-konforme Plattform, da die Lernenden kein eigenes Konto benötigen und die Server in Ingolstadt, Deutschland stehen.

## Einsatzmöglichkeiten
Mit Learning Snacks können Themen eingeführt, wiederholt oder gefestigt werden.
Learning Snacks bieten verschiedene Elemente für den Chat-Verlauf: Text, Aufgaben, Bild und Bild-Aufgaben. Zusätzlich können YouTube-Videos und SoundCloud-Audiodateien eingebettet werden. Diese Funktionen ermöglichen es Lehrkräften, interaktive und motivierende Snacks für den Unterricht zu erstellen.
Learning Snacks können über Links oder QR-Codes geteilt und in Webseiten oder LMS-Systemen (Learning Management System) eingebettet werden.
Im virtuellen Klassenzimmer von Learning Snacks haben Schülerinnen und Schüler die Möglichkeit ein gemeinsames, digitales Arbeitsergebnis zu erstellen.
Im Live Game von Learning Snacks können die Schülerinnen und Schüler im Wettbewerb gegeneinander spielen.